# Zazierje (przystanek kolejowy)
Zazierje (biał. Зазерка; ros. Зазерка) – przystanek kolejowy w miejscowości Zazierje, w rejonie puchowickim, w obwodzie mińskim, na Białorusi. Położony jest na linii Homel - Żłobin - Mińsk.